# مرموزات اسدی در مزمورات داودی
مرموزات اسدی در مزمورات داودی رساله‌ای است عرفانی، به نثر فنی، از ابوبکر عبدالله بن محمد شاهاور اسدی رازی که او آن را در حدود سال ۶۲۱ هـ.ق. پدیدآورده است. نویسنده، که بر اثر حملهٔ مغول آواره و ساکن ارزنجان در سرزمین‌های روم (ترکیهٔ امروزی) شده بود، این کتاب را به علاءالدین داودشاه، از بنی‌منکوچک، حاکم وقت آن منطقه، پیشکش کرده است.

## سبب نام‌گذاری
نجم‌الدین رازی، در دیباچهٔ کتاب خویش، در این باره نوشته است: 
چون سخن این ضعیف مبتنی بر مرموزات باشد، خواست تا اسم مطابق مسمی بُوَد، و، چون تحفهٔ حضرت داودی می‌ساخت، خواست تا با مزمورات زبور داودی مناسبتی دارد. این مجموعه را بر ده «مزمور» بنا افتاد، و در اول هر مزمور، بعد از ترجمه، آیتی یا خبری یا روایتی از زبور مطابق ترجمه شرح داده آید، إن شاء الله تعالی؛ پس، مرموزاتی موافق آن مزمورات گفته شود، و نام کتاب بدین مناسبات «مرموزات اسدی در مزمورات داودی» نهاده آمد.
با این حال، محمدرضا شفیعی کدکنی، مصحح این کتاب، نوشته است که هیچ‌یک منقولاتِ ادعاییِ نویسنده در مزامیر نیست.